# Carolus Rex
Carolus Rex es el sexto álbum de estudio de la Banda sueca Sabaton. Es un álbum conceptual inspirado en el ascenso y caída del Imperio sueco, cuyo último monarca Carlos XII le da su título. Fue lanzado en inglés y sueco. Es el último álbum con los guitarristas Oskar Montelius y Rikard Sundén, el baterista Daniel Mullback y el teclista Daniel Mÿhr. Fue producido por Peter Tägtgren en Abyss Studios.

## Lista de pistas
| N.º | Título                                                       | Tema de la letra                                                          | Duración |  |
| 1.  | «Dominium Maris Baltici» ("Dominio del Mar Báltico" (latín)) |                                                                           | 0:29     |  |
| 2.  | «The Lion From The North» ("El León del Norte")              | Gustavo II Adolfo de Suecia                                               | 4:43     |  |
| 3.  | «Gott mit uns» ("Dios con nosotros" (alemán))                | La batalla de Breitenfeld en 1631                                         | 3:16     |  |
| 4.  | «A Lifetime of War» ("Una vida de guerra")                   | La miseria causada en la Guerra de los 30 años                            | 5:45     |  |
| 5.  | «1648»                                                       | La Batalla de Praga en 1648 en el marco de la Guerra de los Treinta Años. | 3:55     |  |
| 6.  | «The Carolean's Prayer» ("La oración de los carolinos")      | Los carolinos                                                             | 6:14     |  |
| 7.  | «Carolus Rex» ("Rey Carlos" (latín))                         | La coronación y gobierno de Carlos XII de Suecia                          | 4:54     |  |
| 8.  | «Killing Ground» ("Tierra de muerte")                        | La batalla de Fraustadt                                                   | 4:25     |  |
| 9.  | «Poltava»                                                    | La batalla de Poltava                                                     | 4:04     |  |
| 10. | «Long Live The King» ("Larga vida al rey")                   | La muerte y funeral de Carlos XII de Suecia                               | 4:10     |  |
| 11. | «Ruina Imperii» ("La caída del Imperio" (latín))             | La Marcha de la Muerte y la caída del Imperio Sueco                       | 3:24     |  |

### Pistas adicionales
| N.º | Título                                               | Duración |  |
| 12. | «Twilight of the Thunder God» (cover de Amon Amarth) | 3:59     |  |
| 13. | «In the Army Now» (cover de Bolland & Bolland)       | 3:59     |  |
| 14. | «Feuer frei!» (cover de Rammstein)                   | 3:12     |  |

### Versión en sueco
| N.º | Título                                                                           | Duración |  |
| 1.  | «Dominium Maris Baltici»                                                         | 0:29     |  |
| 2.  | «Lejonet från Norden» (véase "The Lion from the North")                          | 4:43     |  |
| 3.  | «Gott mit uns»                                                                   | 3:16     |  |
| 4.  | «En livstid i krig» (véase "A Lifetime at War")                                  | 5:45     |  |
| 5.  | «1648»                                                                           | 3:55     |  |
| 6.  | «Karolinens bön» (véase "The Carolean's Prayer")                                 | 6:14     |  |
| 7.  | «Carolus Rex»                                                                    | 4:54     |  |
| 8.  | «Ett slag färgat rött» ("Una batalla teñida de rojo", véase "Killing Ground")    | 4:25     |  |
| 9.  | «Poltava»                                                                        | 4:04     |  |
| 10. | «Konungens likfärd» ("La procesión funeral del rey", véase "Long Live the King") | 4:10     |  |
| 11. | «Ruina Imperii»                                                                  | 3:24     |  |

## Formación
- Joakim Brodén - vocales
- Pär Sundström - bajo
- Oskar Montelius - guitarra, coros
- Rikard Sundén - guitarra, coros
- Daniel Mÿhr - teclados, coros
- Daniel Mullback - batería
- Peter Tägtgren - cantante invitado en "Gott Mit Uns"